# 688
688 (DCLXXXVIII) je bilo prestopno leto, ki se je po julijanskem koledarju začelo na sredo.

## Dogodki
- 1. januar

## Smrti
- Berhar, dvorni majordom Nevstrije in Burgundije (* ni znano)